# 安仁站
參數所指定的目標頁面不存在，建議更正成存在頁面或直接建立下列一個頁面（建立前請先搜尋是否有合適的存在頁面可以取代）：
- 安仁站 (龙游)

安仁站位于湖南省郴州市安仁县，是吉衡铁路的一座火车站，技术性质为中间站，业务性质为客、货运站，车站等级为四等站；2013年12月28日随着吉衡铁路启用，2014年7月1日铁路开通客运服务，本站也正式启用客运功能，首班在安仁站办客的列车为徐州至南宁的K161次。2019年11月30日由中国铁路南昌局集团宜春车务段划归中国铁路广州局集团衡阳车务段管辖。